# Meridià 33 a l'est
El meridià 33 a l'Est de Greenwich és una línia de longitud que s'estén des del pol Nord a través de l'oceà Àrtic, Europa, Turquia, l'Àfrica, l'Oceà Índic, el Oceà Sud i l'Antàrtida al pol Sud.
El meridià 33 a l'Est forma un cercle màxim amb el meridià 147 a l'Oest. Com tots els altres meridians, la seva extensió correspon a una semicircumferència terrestre, uns 20.003,932 km. Al nivell de l'equinocci, és a uns 3.674 kilòmetres del meridià de Greenwich.

## De Pol a Pol
Començant en el pol Nord i dirigint-se cap al pol Sud, aquest meridià travessa:
| Coordenades                             | País, territori o mar | Notes |
| --------------------------------------- | --------------------- | --- |
| 90° 0′ N, 33° 0′ E / 90.000°N,33.000°E  | Oceà Àrtic            | |
| 80° 19′ N, 33° 0′ E / 80.317°N,33.000°E | Noruega               | Illa de Kvitøya, Svalbard |
| 80° 8′ N, 33° 0′ E / 80.133°N,33.000°E  | Mar de Barents        | |
| 69° 45′ N, 33° 0′ E / 69.750°N,33.000°E | Rússia                | Península de Ribatxi |
| 69° 36′ N, 33° 0′ E / 69.600°N,33.000°E | Mar de Barents        | Golf de Motovski |
| 69° 27′ N, 33° 0′ E / 69.450°N,33.000°E | Rússia                | Península de Kola |
| 66° 53′ N, 33° 0′ E / 66.883°N,33.000°E | Mar Blanc             | Golf de Kandalaksha |
| 66° 42′ N, 33° 0′ E / 66.700°N,33.000°E | Rússia                | |
| 52° 16′ N, 33° 0′ E / 52.267°N,33.000°E | Ucraïna               | |
| 46° 1′ N, 33° 0′ E / 46.017°N,33.000°E  | Mar Negre             | Badia de Karkinit |
| 45° 41′ N, 33° 0′ E / 45.683°N,33.000°E | Ucraïna               | Crimea (reclamat i controlada per Rússia) |
| 45° 19′ N, 33° 0′ E / 45.317°N,33.000°E | Mar Negre             | |
| 41° 55′ N, 33° 0′ E / 41.917°N,33.000°E | Turquia               | Passa just a l'est d'Ankara |
| 36° 6′ N, 33° 0′ E / 36.100°N,33.000°E  | Mar Mediterrània      | |
| 35° 22′ N, 33° 0′ E / 35.367°N,33.000°E | Xipre                 | Àrea controlada per Xipre del Nord (reclamada per la República de Xipre) · La Línia Verda (Xipre) · Àrea controlada per la República de Xipre |
| 34° 38′ N, 33° 0′ E / 34.633°N,33.000°E | Akrotiri              | Base aèria de sobirania Regne Unit (no part del territori de la República de Xipre)                                                           |
| 34° 34′ N, 33° 0′ E / 34.567°N,33.000°E | Mar Mediterrània      | |
| 31° 10′ N, 33° 0′ E / 31.167°N,33.000°E | Egipte                | Península del Sinaí |
| 39° 10′ N, 33° 0′ E / 39.167°N,33.000°E | Golf de Suez          | |
| 28° 29′ N, 33° 0′ E / 28.483°N,33.000°E | Egipte                | |
| 22° 0′ N, 33° 0′ E / 22.000°N,33.000°E  | Sudan                 | |
| 12° 13′ N, 33° 0′ E / 12.217°N,33.000°E | Sudan del Sud         | |
| 3° 52′ N, 33° 0′ E / 3.867°N,33.000°E   | Uganda                | |
| 0° 7′ N, 33° 0′ E / 0.117°N,33.000°E    | Llac Victòria         | Passa just a l'est de l'illa Ukara, Tanzània                                                                                                  |
| 1° 59′ S, 33° 0′ E / 1.983°S,33.000°E   | Tanzània              | Illa Ukerewe |
| 2° 6′ S, 33° 0′ E / 2.100°S,33.000°E    | Llac Victòria         | |
| 2° 22′ S, 33° 0′ E / 2.367°S,33.000°E   | Tanzània              | |
| 9° 22′ S, 33° 0′ E / 9.367°S,33.000°E   | Malawi                | Per uns 14 km |
| 9° 30′ S, 33° 0′ E / 9.500°S,33.000°E   | Zàmbia                | |
| 12° 42′ S, 33° 0′ E / 12.700°S,33.000°E | Malawi                | Per uns 18 km |
| 12° 53′ S, 33° 0′ E / 12.883°S,33.000°E | Zàmbia                | Per uns 14 km |
| 13° 0′ S, 33° 0′ E / 13.000°S,33.000°E  | Malawi                | Per uns 19 km |
| 13° 10′ S, 33° 0′ E / 13.167°S,33.000°E | Zàmbia                | Per uns 5 km |
| 13° 13′ S, 33° 0′ E / 13.217°S,33.000°E | Malawi                | |
| 13° 57′ S, 33° 0′ E / 13.950°S,33.000°E | Zàmbia                | Per uns 3 km |
| 13° 58′ S, 33° 0′ E / 13.967°S,33.000°E | Malawi                | Per uns 5 km |
| 14° 1′ S, 33° 0′ E / 14.017°S,33.000°E  | Zàmbia                | Per uns 6 km |
| 14° 5′ S, 33° 0′ E / 14.083°S,33.000°E  | Moçambic              | |
| 17° 18′ S, 33° 0′ E / 17.300°S,33.000°E | Zimbàbue              | Per uns 13 km |
| 17° 25′ S, 33° 0′ E / 17.417°S,33.000°E | Moçambic              | Per uns 16 km |
| 17° 34′ S, 33° 0′ E / 17.567°S,33.000°E | Zimbàbue              | |
| 17° 48′ S, 33° 0′ E / 17.800°S,33.000°E | Moçambic              | |
| 18° 13′ S, 33° 0′ E / 18.217°S,33.000°E | Zimbàbue              | |
| 18° 29′ S, 33° 0′ E / 18.483°S,33.000°E | Moçambic              | |
| 19° 45′ S, 33° 0′ E / 19.750°S,33.000°E | Zimbàbue              | |
| 20° 1′ S, 33° 0′ E / 20.017°S,33.000°E  | Moçambic              | |
| 25° 28′ S, 33° 0′ E / 25.467°S,33.000°E | Oceà Índic            | Passa just a l'est de l'illa d'Inhaca i el continent, Moçambic                                                                                |
| 60° 0′ S, 33° 0′ E / 60.000°S,33.000°E  | Oceà Antàrtic         | |
| 69° 31′ S, 33° 0′ E / 69.517°S,33.000°E | Antàrtida             | Terra de la Reina Maud, reclamada per Noruega                                                                                                 |